# Small World
Small World est un jeu de société créé par Philippe Keyaerts en 2009 et édité par Days of Wonder.
Ce jeu de stratégie propose de prendre en main l'évolution et l'expansion de Peuples fantastiques (géants, nains, elfes, trolls, etc). Ceux-ci ont chacun leur particularité, et sont de plus associés à un Pouvoir spécial (marchands, volants, des collines, etc) qui leur confère une compétence supplémentaire (par exemple : gagner des points de victoires supplémentaires sous certaines conditions). Au cours du jeu, à la suite de nombreuses conquêtes ou de conflits importants, un peuple a tendance à s'affaiblir, et le joueur qui le contrôle peut alors décider de le faire passer en déclin, et de choisir une nouvelle civilisation à faire évoluer.
Il s'agit d'une version retravaillée du jeu Vinci (1999), du même auteur. Le thème en a été changé, passant du bassin méditerranéen antique à un univers d'heroic fantasy.
Small World a reçu le Tric Trac d'Or en 2009.
Small World possède cinq "mini" extensions officielles : Maauuudits !, Honneur aux Dames !, Royal Bonus, Même pas peur et Dans la toile... (un assortiment de peuples et de pouvoirs. L'extension Même pas peur ! contient aussi un casier de rangement pour les pions des extensions).
Deux extensions gratuites ont également été éditées (qui sont maintenant payantes) : Les Chefs de Small World (Festival d'Essen 2009), ainsi que L'Île du Nécromant (octobre 2010).

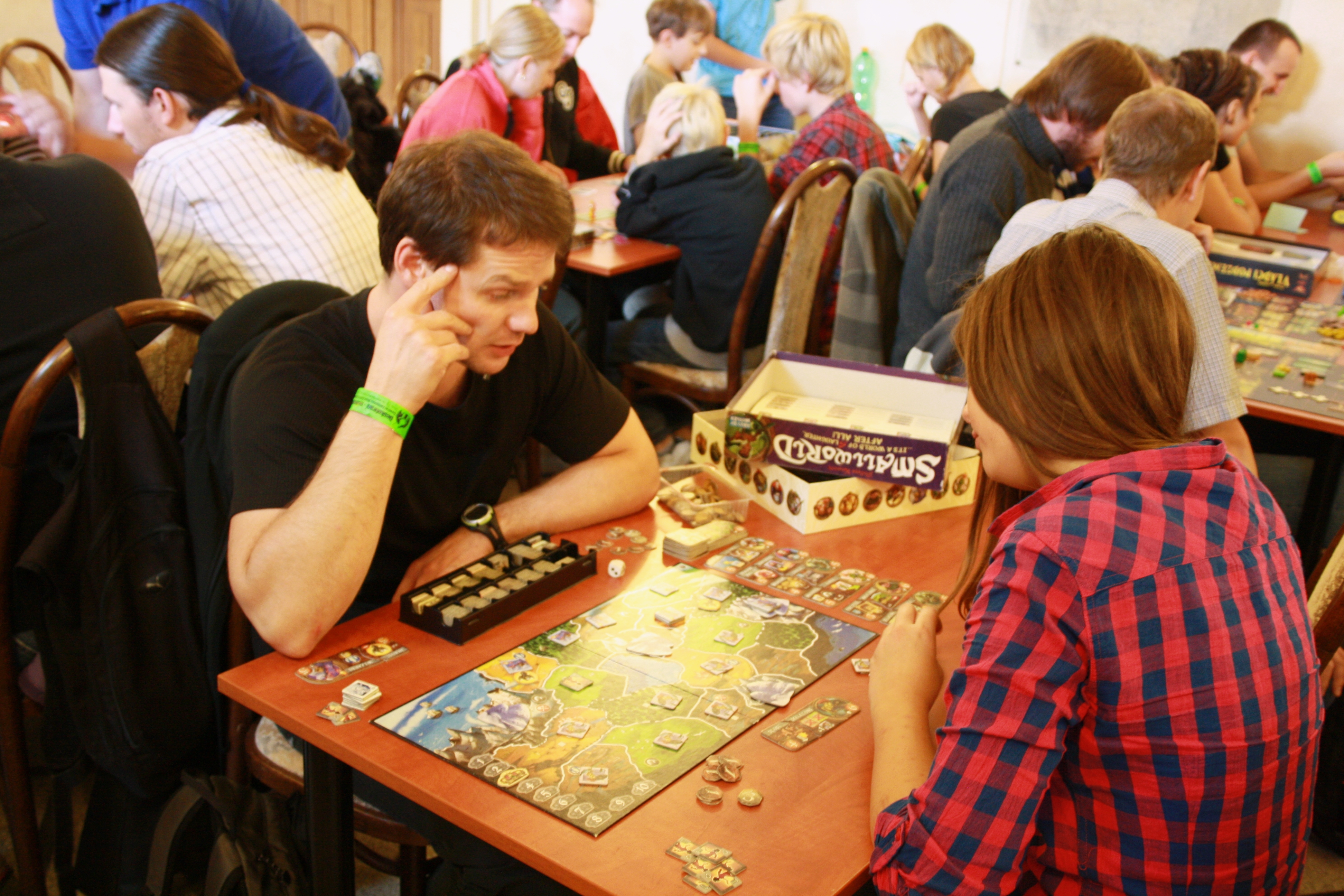
Small World

## Peuples

### Jeu de base
- Amazones
- Elfes
- Géants
- Hommes-rats
- Humains
- Mages
- Mi-portions
- Nains
- Orcs
- Sorciers
- Squelettes
- Tritons
- Trolls
- Zombies

### ExtensionMaauuudits!
- Gobelins

6 pions. Toute région occupée par un Peuple en déclin peut être conquise avec 1 Gobelin de moins que nécessaire, avec un minimum de 1 Gobelin.
- Kobolds

11 pions. Vous ne pouvez jamais occuper (ou conquérir) une région avec moins de deux Kobolds, sauf lorsque vous êtes en déclin: dans ce cas ne laissez qu'un seul Kobold par région.

### ExtensionHonneur aux Dames!
- Dames blanches
- Gitanes
- Prêtresses

### ExtensionMême pas peur!
- Barbares

9 pions. Vos Barbares ne peuvent pas se redéployer à la fin de leur tour. En cas d'échec au dé lors de votre dernière conquête, vos Barbares non utilisés doivent rester en dehors du plateau.
- Farfadets

6 pions. Lors du Redéploiement, vous pouvez placer un Chaudron par région occupée par vos Farfadets. Tout Chaudron vous rapporte 1 jeton de victoire s'il est toujours en place au début de votre prochain tour: placez alors le Chaudron parmi vos jetons de victoire. Si un adversaire prend une région contenant un Chaudron, il le récupère immédiatement. Tant qu'il vous reste des Chaudrons, vous pouvez en placer lors de vos phases de Redéploiement. Les Chaudrons non utilisés sont perdus lors du déclin.
- Fées

11 pions. Lors du Redéploiement, vous ne devez laisser qu'une seule Fée par région en votre possession. Toutes les autres restent en dehors du plateau jusqu'au prochain tour.
- Homoncules

5 pions. À chaque fois qu'un joueur choisit une combinaison placée plus bas que celle des Homoncules, il place un Homoncule sur leur combinaison en plus d'un jeton de victoire. Lorsque par la suite un joueur choisit les Homoncules, il récupère les pions ainsi déposés en plus des jetons de victoire et des pions auxquels il a normalement droit grâce à la combinaison (dans la limite de 15 pions)
- Pygmées

6 pions. À chaque fois que vous perdez un Pygmée, lancez le dé de renforts et prenez autant de Pygmées dans la réserve que le résultat du dé, à condition qu'il en reste. Déployez-les dans vos régions à la fin du tour du joueur attaquant.
- un casier de rangement pour les pions des extensions

- Source : Days of wonder

### ExtensionDans la toile
- Frondeurs
- Fées des glaces
- Skags

### ExtensionRoyal Bonus
- Faunes
- Igors
- Sylves

## Pouvoirs spéciaux

### Jeu de base
- Alchimistes
- Ancestraux
- Armés
- Aux 2 héros
- Bâtisseurs
- Berserks
- Des cavernes
- Des collines
- Des forêts
- Des marais
- Diplomates
- Durs à cuire
- Et leur dragon
- Fortunés
- Marchands
- Marins
- Montés
- Pillards
- Scouts
- Volants

### ExtensionMaauuudits!
- De la Horde

Vous pouvez utiliser vos 2 jetons de la Horde exactement comme des pions de Peuple supplémentaire.
Cependant, ils disparaissent lorsque vous passez en déclin.
- Garous

La nuit (tours pairs), toute région peut être conquise avec 2 pions de Peuple de moins que nécessaire, avec un minimum de 1 pion. Le jour (tours impairs), le Pouvoir Spécial n'a pas d'effet.
- Intrépides

Lorsque vous avez terminé vos conquêtes, mais avant de lancer le dé de renforts, vous pouvez reprendre vos pions en main ( en en laissant un par région) et conquérir de nouvelles régions!
Ce n'est qu'ensuite que vous pouvez utiliser le dé de renforts si nécessaire.
- Maudits

Lors du choix d'un combinaison Peuple - Pouvoir Spécial, vous devez déposer non pas 1, mais 3 jetons de victoire sur le Peuple Maudit si vous choisissez une combinaison placée plus bas!
Le Pouvoir spécial lui-même n'apporte aucun avantage. 
- Voleurs

Lorsque vous vous emparez d'une région occupée par un Peuple actif appartenant à un de vos adversaires, vous lui prenez immédiatement un jeton de victoire, sauf s'il n'en a plus. Ce Pouvoir ne fonctionne pas contre les Zombies en déclin.

### ExtensionHonneur aux Dames!
- Historiens
- Pacifistes

### ExtensionMême pas peur!
- Catapultés
- Corrompus
- Impériaux
- Mercenaires
- Retranchés

### ExtensionDans la toile
- Bénis
- Copieurs
- De Lave

### ExtensionRoyal Bonus
- Artificiers
- Aquatiques
- Et leurs Béhémoths

## Régions
- Collines
- Champs
- Forêts
- Montagnes
- Marais
- Mers
- Lacs

## Lieux
- Mines
- Cavernes
- Sources Magiques

## Extensions

### Nécessitant le jeu de base
- Un plateau pour 6 joueurs : double faces (Small World et Small World Underground), il permet l'intrusion d'un 6e joueur et un mode de jeu semi-coopératif.
- Contes et légendes : Une extension sans peuple (sortie en juin 2010). Ce sont 54 cartes "événement" (réparties en 6 thèmes), qui modifient la situation de jeu pour le tour suivant (afin que l'on puisse s'y préparer en conséquence).
- Small World Realms : Une autre extension (2-6 joueurs) sans peuple (sortie en 2014), qui permet de former son propre terrain (SmallWorld et SmallWorld Underground) avec des pièces modulables. L'extension introduit également des scénarios.
- Small World River World : Plateau (2-5 joueurs) avec de nouvelles régions spéciales et des évènements à chaque tour (pirates, tempêtes, hiver rude...).
- Small World Sky Islands : Plateau (3-6 joueurs) pour étendre Small World dans les cieux. Cette extension ajoute également 7 nouveaux peuples et 7 pouvoirs spéciaux.

### Jeu complet
- Small World Underground : Se situe dans le sous-sol et apparition de monstres gardiens de reliques (6) et de lieux légendaires (9).
- Small Word of Warcraft : Races et pouvoirs issus de l'univers de World of Warcraft.

## Distinctions
- As d'or Prix spécial du Jury 2010
- Tric Trac d'or  2009